# ナイデ・ゴメス
ナイデ・ゴメス（Enezenaide do Rosário da Vera Cruz Gomes, OIH, 1979年11月20日 - ）は、ポルトガルの女子陸上競技選手。専門は走幅跳、七種競技、100mH。サントメ・プリンシペ出身、後にポルトガル国籍を取得した。スポルティングCP所属。2000年シドニーはサントメ・プリンシペ代表、2004年アテネ・2008年北京はポルトガル代表として3大会連続でオリンピックに出場した。

## 経歴
サントメ・プリンシペに生まれた。祖父はポルトガル人で母語はポルトガル語である。健康上の理由で数年先にリスボンへ移住した母を追って11歳で同地に移った。13歳から陸上競技を始め、1998年からスポルティングCPに所属している。2000年9月、サントメ・プリンシペ代表としてシドニーオリンピックに出場し、開会式で同国代表選手団旗手を務めた。100mハードル、走幅跳、走高跳、三段跳、砲丸投、やり投、七種競技でサントメ・プリンシペ記録を樹立した。
2001年にポルトガル国籍を取得、以来主要な国際大会で同国代表を務めた。2004年3月にブダペストで開かれた世界室内選手権の五種競技で優勝を飾った。8月のアテネオリンピックは七種競技に出場して13位だった。2005年3月のヨーロッパ室内選手権は走幅跳に出場し、6m60の室内ポルトガル新記録で優勝した。8月のユニバーシアードはリュドミラ・コルチャノワに次ぐ2位に入った。ヘルシンキで開催された世界選手権は2種目に出場し、七種競技で7位入賞の成績を残した。
2006年3月にモスクワで開かれた世界室内選手権は6m76の室内ポルトガル新記録を樹立して2位に入った。当初はロシアのタチアナ・コトワが優勝しゴメスは3位だったが、コトワは2005年世界選手権時のドーピング違反が2013年に発覚したためメダルが剥奪され、ゴメスらの順位が繰り上がっている。同年8月にイェーテボリで開催されたヨーロッパ選手権は走幅跳に出場、6m84をマークして2位となり銀メダルを獲得した。
2007年3月のヨーロッパ室内選手権は走幅跳で優勝、室内ポルトガル記録を6m89に更新した。7月22日にマドリードで行われた競技会で7m01を記録し、ポルトガル女子走幅跳選手で初めて7mを突破した。8月に大阪で開かれた世界選手権の走幅跳は1回目に6m87を記録、その後タチアナ・レベデワらロシア勢に逆転されて4位となった。
2008年3月にバルセロナで開かれた世界室内選手権の走幅跳は、5回目に7m00をマークしてブラジルのマウレン・マギを逆転、金メダルを獲得した。同年7月22日、ストックホルムのIAAFスーパーグランプリ・DNガランでポルトガル新記録の7m04をマークして勝利。7月29日、モナコのIAAFスーパーグランプリ・ヘラクレスで同国新記録と同年のシーズン世界最高記録となる7m12をマークして優勝した。北京オリンピックは金メダル獲得が有力視された。しかし8月19日に出場した予選では2回連続ファウルを犯し、最終3回目も6m29の記録で決勝進出を逃した。9月にIAAFワールドアスレチックファイナルで優勝を飾った。この後腹部ヘルニアの矯正手術を受けた。2009年7月のポルトガル語圏競技大会走幅跳は6m74の記録で優勝。7月のロンドングランプリは大会新記録となる6m99をマークし優勝した。8月、ベルリンの世界選手権は4位だった。2010年3月にドーハで開かれた世界室内選手権は6m67の記録でブリトニー・リースに次ぐ2位に入った。2008年頃からアキレス腱に怪我を抱えており、2012年には腱断裂が再発したためロンドンオリンピックに出場できなかった。

## 主な成績
| 年                   | 大会                               | 場所                 | 種目                 | 順位                 | 記録                 |
| サントメ・プリンシペ | サントメ・プリンシペ               | サントメ・プリンシペ | サントメ・プリンシペ | サントメ・プリンシペ | サントメ・プリンシペ |
| -------------------- | ---------------------------------- | -------------------- | -------------------- | -------------------- | -------------------- |
| 1999                 | アフリカ競技大会                   | ヨハネスブルグ       | 七種競技             | 5位                  |                      |
| 2000                 | オリンピック                       | シドニー             | 100mH                | 1次予選              | 14.43 (+1.1)         |
| ポルトガル           |                                    |                      |                      |                      |                      |
| 2002                 | ヨーロッパ室内選手権               | ウィーン             | 五種競技             | 2位                  |                      |
| 2002                 | ヨーロッパ選手権                   | ミュンヘン           | 走幅跳               | 10位                 |                      |
| 2003                 | 世界室内選手権                     | バーミンガム         | 五種競技             | 5位                  | 4476                 |
| 2004                 | 世界室内選手権                     | ブダペスト           | 五種競技             | 優勝                 | 4759                 |
| 2004                 | オリンピック                       | アテネ               | 七種競技             | 13位                 | 6151                 |
| 2005                 | ヨーロッパ室内選手権               | マドリード           | 走幅跳               | 優勝                 | 6m70                 |
| 2005                 | ユニバーシアード競技大会           | イズミル             | 走幅跳               | 2位                  | 6m56 (-0.2)          |
| 2005                 | 世界選手権                         | ヘルシンキ           | 走幅跳               | 予選                 | 6m42 (+0.1)          |
| 2005                 | 世界選手権                         | ヘルシンキ           | 七種競技             | 7位                  | 6189                 |
| 2006                 | 世界室内選手権                     | モスクワ             | 走幅跳               | 2位                  | 6m76                 |
| 2006                 | ヨーロッパ選手権                   | イェーテボリ         | 走幅跳               | 2位                  | 6m84                 |
| 2006                 | IAAFワールドカップ                 | アテネ               | 走幅跳               | 2位                  | 6m68 (+0.3)          |
| 2007                 | ヨーロッパ室内選手権               | バーミンガム         | 走幅跳               | 優勝                 | 6m89                 |
| 2007                 | 世界選手権                         | 大阪                 | 走幅跳               | 4位                  | 6m87 (+0.7)          |
| 2008                 | 世界室内選手権                     | バレンシア           | 走幅跳               | 優勝                 | 7m00                 |
| 2008                 | オリンピック                       | 北京                 | 走幅跳               | 予選                 | 6m29                 |
| 2008                 | IAAFワールドアスレチックファイナル | シュトゥットガルト   | 走幅跳               | 優勝                 | 6m71                 |
| 2009                 | ヨーロッパチーム選手権             | レイリア             | 走幅跳               | 優勝                 | 6m83                 |
| 2009                 | ポルトガル語圏競技大会             | リスボン             | 走幅跳               | 優勝                 | 6m74                 |
| 2009                 | 世界選手権                         | ベルリン             | 走幅跳               | 4位                  | 6m77 (+0.5)          |
| 2010                 | 世界室内選手権                     | ドーハ               | 走幅跳               | 2位                  | 6m67                 |
| 2010                 | IAAFコンチネンタルカップ           | スプリト             | 走幅跳               | 5位                  | 6m52 (+0.5)          |
| 2011                 | ヨーロッパ室内選手権               | パリ                 | 走幅跳               | 2位                  | 6m79                 |
| 2011                 | 世界選手権                         | 大邱                 | 走幅跳               | 10位                 | 6m26 (-0.2)          |